# 国风新材料
安徽国风新材料股份有限公司（Anhui Guofeng New Materials Co., Ltd.；深交所：000859，简称：国风新材），前称安徽国风塑业股份有限公司，是中国深圳证券交易所的一家上市公司，同时也是合肥市人民政府国有资产监督管理委员会监管的合肥市属国有企业，公司主要经营范围包括聚酰亚胺等高分子薄膜材料、木塑新材料等。公司成立于1998年9月23日，同年11月19日在深圳证券交易所挂牌上市。
2016年，公司实现营业收入11.45亿元，净利润0.18亿元。
2022年1月，因应该公司剥离塑料塑胶相关业务，国风塑业更名为国风新材料。